# 濱口博章
濱口 博章（浜口博章、はまぐち ひろあき、1925年2月10日 - ）は、日本の国文学者。甲南大学・姫路獨協大学名誉教授。
兵庫県尼崎市生まれ。甲陽中学校を経て、1948年京都帝国大学文学部国文学科卒業。1956年同大学院退学。甲南大学講師、助教授、教授、1989年名誉教授、姫路獨協大学教授、1996年名誉教授。

## 著書
- 『飛鳥井雅有日記注釈』桜楓社 国語国文学研究叢書 1990
- 『中世和歌の研究 資料と考証』新典社研究叢書 1990
- 『飛鳥井雅有『春のみやまぢ』注釈』桜楓社 1993
- 『万葉集宮廷歌人全注釈 虫麻呂・赤人・金村・千年』新典社選書  2009

### 解題
- 『曽我物語 太山寺本』解題 汲古書院 1988
- 京極為兼撰『玉葉和歌集 太山寺本』解題 汲古書院 1993

記念論文集
- 『国文学論集』浜口博章教授退職記念国文学論集刊行会編 和泉書院 1990

## 論文
- Cinii